# Amiralul (film)
Amiralul (în rusă Адмиралъ) este un film biografic istoric rusesc din 2008 despre Aleksandr Kolceak, un viceamiral în Marina Imperială Rusă și conducător al Mișcării Albe anticomuniste în timpul Războiului Civil Rus. Filmul prezintă, de asemenea, triunghiul amoros format de amiral, soția sa și poeta Anna Timiriova.

Potrivit regizorului Andrei Kravciuk: 
"[Filmul este] despre un om care încearcă să facă istorie, să ia parte în mod activ la istorie, când este prins în turbulențe. Cu toate acestea, el continuă lupta, își păstrează onoarea și demnitatea și continuă să iubească."

## Rezumat
Filmul începe cu realizarea filmului Război și pace la studiourile Mosfilm în 1964. O bătrână nobilă rusoaică este programată să apară în film până ce trecutul ei iese la suprafață. Deși comisarul politic al filmului cere scoaterea ei din film deoarece ea este o "soție a unui dușman al revoluției", regizorul Serghei Bondarciuk este de neînduplecat deoarece are nevoie de chipuri ca ale ei în film. Utilizând numai dosarul pe care îl are, comisarul își dă seama cu dificultate și o recunoaște pe bătrâna femeie ca fiind femeia pe care o căuta, în timp ce femeia în vârstă se uită la fotografia ei din anii 1910. 
Acțiunea filmului este adusă în trecut în Marea Baltică din anul 1916. Nava comandată de contraamiralul Aleksandr Kolceak (Konstantin Habenski) pune mine navale în apele teritoriale germane când se întâlnește cu SMS Friedrich Carl, un crucișător al Marinei Imperiale Germane. În timp ce haosul domnește pe nava sa, Kolceak pune mâna pe unul dintre tunuri și reușește să avarieze grav nava germană. Acest lucru îi oferă doar un scurt răgaz, totuși.
Dându-și seama că nava inamică îi blochează calea de retragere, amiralul își informează oamenii că singura modalitate de a reveni în siguranță este de a ademeni nava germană înspre una dintre minele sale. Pe măsură ce nava se îndreaptă spre câmpul de mine pe care le-au pus rușii, amiralul își îndeamnă oamenii să facă rugăciuni pentru ca Dumnezeu să-i protejeze. Deși nava rusă abia abia evită propriile mine, nava germană nu este atât de norocoasă și se scufundă.
Mai târziu, la baza navală din Marele Ducat al Finlandei, Kolceak îi este prezentat Annei Timiriova (Elizaveta Boiarskaia), soția ofițerului subordonat și al prietenului apropiat Serghei Timiriov. Între cei doi devine evidentă o puternică atracție. Deși Serghei îi reamintește soției sale că ei s-au căsătorit în fața lui Dumnezeu, Anna este de neînduplecat și nu dorește nimic mai mult decât să fie cu amiralul.
Deși speriată că-și va pierde soțul, Sofia Kolceak (Anna Kovalciuk) se oferă să plece la Petrograd și-și lasă soțul să rămână cu Anna dacă el dorește acest lucru. Amiralul, cu toate acestea, îi spune ferm: "Tu ești soția mea și eu sunt soțul tău. Așa va fi întotdeauna."
Sentimentele lui pentru Anna continuă totuși să crească în intensitate. Atunci când ea se apropie de el pentru a-i da o scrisoare de dragoste, Kolceak o informează că ei nu mai pot să se mai întâlnească. Când Anna vrea să afle de ce, amiralul îi răspunde: "Pentru că te iubesc."
Mai târziu, el este informat că Țarul (Nicolae Burliaev) l-a promovat la gradul de viceamiral comandant al Flotei din Marea Neagră, cu baza la Sevastopol. După ce a primit în ultimul moment o scrisoare de la Kolceak, Anna fuge la gară pentru a-și vedea iubitul. Ea ajunge prea târziu și vede numai o privire inconfortabilă aruncată de Sofia.
După Revoluția din februarie 1917, ofițerii sunt dezarmați și executați la baza navală din Kronstadt. Serghei abia reușește să fugă cu Anna. Între timp, un grup de oameni care și-au schimbat însemnele navale țariste cu o cocardă revoluționară roșie, sosesc la sediul flotilei lui Kolceak din Sevastopol și cer ca toți ofițerii să-și predea armele. Pentru a evita vărsarea de sânge, Kolceak le ordonă subordonaților să asculte de noile autorități. Cu toate acestea, el își aruncă sabia în mare mai degrabă decât să o predea, dar marinarii nu s-au plâns de comportamentul lui.
Mai târziu, el este chemat la Petrograd de către Aleksandr Kerenski (Viktor Verjbițki), care se oferă să-l numească ministru al apărării. Cu toate acestea, Kolceak îl critică aspru pe Kerenski pentru că a promovat indisciplina în Armata și Marina Rusă. El afirmă că singura situație în care va accepta numirea ca ministru este să i se dea mână liberă pentru a restabili vechile practici. Kerenski, înfuriat de "simpatiile contrarevoluționare" ale lui Kolceak, îl exilează în Statele Unite ale Americii, pretextând că "aliații au nevoie de mai mulți experți".
După Revoluția din Octombrie, Anna și Serghei Timiriov călătoresc pe Calea ferată transsiberiană, când ea află că Kolceak s-a întors și conduce un detașament al Armatei Albe anticomuniste la Omsk. Serghei, care a devenit un comisar roșu, este șocat atunci când ea se întoarce în vagonul lor și anunță că îl părăsește. După ce discută despre ce a reprezentat un an de Revoluție, Serghei o ajută pe Anna să-și împacheteze lucrurile.
După ce a auzit discursurile lui Kolceak despre înfrângerea bolșevicilor și "restabilirea Rusiei", Anna este profund mișcată și merge să lucreze ca asistentă medicală printre răniții Războiului Civil Rus. Între timp, Kolceak este informat că Armata Roșie avansează spre Omsk, sprijinită de simpatizanții bolșevici din spatele liniilor albe. Deși consilierii săi îi sugerează să apere orașul Omsk până la capăt, Kolceak hotărăște evacuarea orașului Omsk și stabilirea orașului Irkutsk ca nouă capitală a Rusiei anticomuniste.
În timpul evacuării orașului Omsk, Anna este recunoscută de un ofițer alb care îl informează pe Kolceak. Profund mișcat, amiralul merge la ea și anunță că, deși a făcut o dată greșeala de a o părăsi, el nu va face acest lucru din nou. În trenul care merge spre Irkutsk, Kolceak o informează pe Anna că el i-a scris soției sale, Sofia, care locuiește acum la Paris, și că i-a cerut în mod oficial divorțul. Deși el îi cere Annei să se căsătorească cu el, ea insistă asupra faptului că nu este necesară o căsătorie și că ceea ce contează este că ei sunt acum împreună. În cele din urmă, ea cedează și ei sunt văzuți luând parte împreună la Sfânta Liturghie.
Între timp, Irkutsk se află sub controlul nominal al generalului francez Maurice Janin și al Legiunilor Cehoslovace. Deoarece apărarea orașului se dezintegrează, Armata Roșie le oferă militarilor străini doar o singură cale de a rămâne în viață. Ca urmare, generalul Janin este de acord să-l predea pe amiralul Kolceak. Acesta este plasat în stare de arest de către cehi și predat roșilor. În ciuda încercărilor lui Kolceak de a o proteja, Anna insistă asupra faptului că, în calitate de soție a sa, și ea trebuie să fie arestată.
Lui Kolceak i se organizează un proces sumar de către autoritățile sovietice din Irkutsk și este executat de un pluton de execuție pe malul înghețat al râului Angara. Corpul lui este aruncat într-o gaură săpată în gheață de clerul ortodox local pentru Marea Binecuvântare a Apelor cu prilejul sărbătorii de Bobotează. Este dezvăluit faptul că Anna a supraviețuit mai mult de 30 de ani în Gulag și a fost eliberată doar în timpul Dezghețului lui Hrușciov.
Între timp, în 1964, Anna Timiriova ia parte la o repetiție pentru una din scenele de bal de la filmul Război și pace, ciocnindu-se accidental de un actor ce interpreta un chelner, spărgând un pahar de vin, care îi amintește de prima întâlnire cu Kolceak, apoi filmul trece la imaginația ei că ea nu a dansat niciodată un dans cu iubitul ei. Soarta personajelor principale din film este dezvăluită la final.

## Distribuție
| Actor                | Rol                               |
| -------------------- | --------------------------------- |
| Konstantin Habenski  | amiralul Aleksandr Kolceak        |
| Serghei Bezrukov     | generalul Vladimir Kappel         |
| Elizaveta Boiarskaia | Anna Timiriova                    |
| Anna Kovalciuk       | Sofia Kolceak                     |
| Egor Beroev          | Mihail Smirnov                    |
| Richard Bohringer    | generalul Maurice Janin           |
| Viktor Verjbițki     | Aleksandr Kerenski                |
| Nikolai Burliaev     | țarul Nikolai al II-lea al Rusiei |
| Fiodor Bondarciuk    | regizorul Serghei Bondarciuk      |

## Lansare
Prima vizionare a filmului a avut loc la 9 octombrie 2008.

## Teme
Actrița Elizaveta Boiarskaia a spus despre personajul său: 
"Ea a fost o femeie cu o astfel de putere, cu o astfel de voință, cu o astfel de mărinimie... Simt o asemănare uimitoare cu ea... Când am citit scenariul, am fost chiar un pic speriată: deoarece ea are aceeași viziune a istoriei ca și mine. Tot ceea ce răzbate sunt eu. Și când am interpretat-o pe Anna, eu nu am jucat, am fost ea. Este epoca mea, atitudinea mea cu privire la dragoste."
 După ce a fost întrebată despre filmul Doctor Jivago, ea a declarat: 
"Singurul lucru pe care aceste două filme îl au în comun constă în dragostea pe care femeile ruse o pot simți; este un subiect abordat de mai multe romane. Ele iubesc până la ultima picătură de sânge, până la cel mai cumplit sfârșit, până la moarte; ele sunt capabile să-și părăsească familia și copiii pentru dragostea pentru bărbatul pe care l-au ales.

## Coloană sonoră
Piesa muzicală principală a filmului se numește "Anna". Ea este interpretată de cântăreața rusă Victoria Daineko. Muzica piesei a fost compusă de Igor Matvienko, iar poezia a fost scrisă de Anna Timiriova în memoria amiralului.
Cântecul "Vopreki" ("În ciuda") a fost scris de către Konstantin Meladze. Acest cântec este interpretat de cântărețul rus Valeri Meladze.